# Lake Horizon
Der Lake Horizon ist ein Gebirgssee im Southland District der Region Southland auf der Südinsel von Neuseeland.

## Namensherkunft
Der See bekam vermutlich seinen Namen, weil er von der Lake Roe Hut am Oberlauf des Hauroko Burn aus in der westlichen Skyline zu sehen ist.

## Geographie
Der Lake Horizon befindet sich in einer Hochgebirgsseenlandschaft, rund 18,8 km nördlich des Lake Hauroko und an der südlichen Flanke der Pleasant Range. Der See, der sich auf einer Höhe von rund 1015 m befindet, deckt eine Fläche von rund 15,1 Hektar ab und erstreckt sich dabei über eine Länge von rund 585 m in Westsüdwest-Ostnordost-Richtung sowie über eine maximale Breite von rund 400 m in Nordnordwest-Südsüdost-Richtung. Der Seeumfang bemisst sich auf rund 2,33 km.
Der See verfügt über keine nennenswerten Zuflüsse. Die Entwässerung des Sees erfolgt an seiner Westseite über einen nicht näher bezeichneten Bach, der rund 3,2 km flussabwärts in den Jane Burn mündet und der seinerseits seine Wässer dem Loch Maree und damit dem Seaforth River zuträgt.

## Dusky Track
An der südlichen und westlichen Seite des Sees führt ein Teil des 84 km langen Dusky Track vorbei, der ausgehend vom Lake Hauroko über den Furkert Pass über den See nach Westen auf den Loch Maree trifft.